# Delpydora
Delpydora é um género botânico pertencente à família Sapotaceae.